# アードヴァーク (バンド)
アードヴァーク（Aardvark）は、イギリスのプログレッシブ・ロック・バンド。

## 来歴
- 1967年

デヴィッド・スキリン、スタン・アルダスにより結成。
- 1969年

フランク・クラーク加入。
スティーヴ・ミリナー加入。
- 1970年

1stアルバム『アードヴァーク』発表。
- 1973年

スキリンがホームに加入。

## メンバーと担当楽器

### 第1期 1967年 - 1969年
- デヴィッド・スキリン (David Skillin) - ボーカル
- スタン・アルダス (Stan Aldous) - ベース

この時期キーボードには、パディー・コールター、デイヴ・ワッツ(後にアフィニティー)、ピーター・ウッド(後にナチュラル・ガス、アル・スチュアート)等が在籍していた。

### 第2期 1969年 - 1970年
- デヴィッド・スキリン (David Skillin) - ボーカル
- スティーヴ・ミリナー (Steve Milliner) - オルガン、ピアノ、チェレステ、ヴィヴラフォン、マリンバ、リコーダー
- スタン・アルダス (Stan Aldous) - ベース
- フランク・クラーク (Frank Clark) - ドラム

1stアルバム『アードヴァーク』録音。

## ディスコグラフィ

### スタジオ・アルバム
- 『アードヴァーク』 - Aardvark (1970年 第2期)

### その他
- ブラック・キャット・ボーンズ (Black Cat Bones) / 『有刺鉄線サンドウィッチ』 - Bared Wire Sandwich (1969年)

スティーヴ・ミリナー(ピアノ)が参加している。